# Гумецька Ася Сергіївна
А́ся Гуме́цька (англ. Assya Humesky, при народженні — Еста Сергіївна Пилипенко, 23 травня 1925, Харків — 31 березня 2023, Челсі, Мічиган) — українсько-американська славістка. Професор Мічиганського університету.
Дочка українського письменника доби Розстріляного відродження Сергія Пилипенка.

## Біографія
Донька письменника Сергія Пилипенка і перекладачки Тетяни Кардиналовської. Старша сестра скульпторки та поетеси Міртали.
Народилася 1925 року в Харкові. Спочатку батьки назвали дівчинку Естою (за ініціалами своїх імен: еС — Сергій, Та — Тетяна). Згодом перейменували на Асю — на честь вірменки Асі Вартанівни Саркісової, яка була акушеркою й допомогла Асі з'явитися на світ .
Після арешту її батька у 1933 з матір'ю і сестрою переселена до м. Калінін (нині Твер, РФ), у 1938 вони нелегально переїхали до Вінниці. У роки Другої світової війни (1943) вивезена на примусові роботи до Австрії на два роки. Перебувала у біженських таборах. Після війни жила в Італії, Великій Британії, від 1948 — у США. Здобула ступінь доктора славістики в Коледжі Радкліф при Гарвардському університеті (1955) .
Учениця славіста Дмитра Чижевського.
У Мічиганському університеті з 1953 по 1998 викладала стилістику російської мови, читала курс поетики та історії російської драматургії. На початку 1960-х років започаткувала університеті курси української мови та української літератури. Від 1968 — професор кафедри славістики, очолювала школу українознавства (1964–71).
- Заступник голови Світової наукової ради при Світовому конгресі українців.
- Колишній президент Українсько-американської асоціації університетських професорів.
- Перший заступник президента Української вільної академії наук у США.
- Директор філологічної секції НТШ і мовознавчої секції УВАН.

Чоловік Євген Северинович Гумецький родом із Західної України, за фахом інженер, колишній спортсмен (тхеквондо), викладач тхеквондо в Східному Мічиганському університеті. Сини Роман (Рік) та Ігор.
Уклала підручники:
- «Modern Russian» («Сучасна російська мова», у 2-х частинах, Нью-Йорк, 1964–65; Вашинґтон, 1977, співавт.);
- «Modern Ukrainian» («Сучасна українська мова», Едмонтон; Торонто, 1980; перевидано 7 разів), до підручника підготувала додаток — матеріали з історії культури України;
- «Ukrainian Individualized Instruction» («Навчання української мови», Колумбус, 1984–87, співавт.; розраховано на 3 рівні знань);
- «Reading Ukrainian» («Українська читанка», у 2-х ч., Колумбус, 1994, співавт.).

## Публікації
- «Для мене він залишиться завжди усміхненим…» [Дмитро Чижевський] // Народне слово. — 2001. — 22 лютого. — C. 3.